# Leteče lisice
Leteče lisice ali leteči psi (znanstveno ime Pteropodidae) so družina netopirjev, ki jo tradicionalno pojmujemo kot edino družino podreda velikih oz. orjaških netopirjev (Megachiroptera). V to družino spada največja vrsta netopirjev na svetu, kalong ali leteči pes, ki prek prhuti meri skoraj 2 m, in nekaj drugih velikih vrst, najmanjši predstavniki pa dosegajo le nekajcentimetrske velikosti. V nasprotju z malimi netopirji so rastlinojedi in, razen izjem, ne uporabljajo eholokacije. Imajo glavo, podobno pasji, po čemer so dobili tudi ime.

## Opis
Obsegajo velik razpon velikosti, od nekajcentimetrskih do metrskih. Največja vrsta, kalong, ima razpon prhuti 1,7 m, na drugi strani pa je vrsta Balionycteris maculata, ki je z razponom prhuti 28 cm in telesno težo okrog 13 g manjša od nekaterih vrst malih netopirjev. Večinoma imajo glavo z dolgim gobcem in velikimi očesi ter uhlji, s čimer spominjajo na pse, za vrste, ki se prehranjujejo z nektarjem, pa je značilen tudi dolg in zapleteno grajen jezik.
Trup ima močno oprsje z letalnimi mišicami, rep je pri večini vrst zakrnel. Prekriva ga kratka dlaka, največkrat v rjavih ali sivih odtenkih, pri čemer imajo samci mnogih vrst za razliko od samic kontrastne vzorce po obrazih. Samci so običajno tudi večji od samic. Posebnost letečih lisic je dodaten krempelj na sprednji okončini, zadnji par okončin pa ima kot pri ostalih netopirjih prste z dolgimi kremplji, prilagojene za visenje z glavo navzdol.
Za razliko od ostalih netopirjev ne uporabljajo eholokacije, namesto tega se zanašajo na dobro razvita vid in voh. Le predstavniki rodu Rousettus uporabljajo primitivnejšo obliko eholokacije, s tleskanjem z jezikom namreč ustvarjajo kratke zvoke in se orientirajo po odmevih pri iskanju počivališč v jamah.

## Razširjenost in ekologija
Predstavniki so razširjeni po tropskih in subtropskih predelih Afrike, Evrazije in severne Avstralije ter otokih Indijskega in Tihega oceana. Mnogo je otoških endemitov.
Večinoma živijo v primarnih gozdovih, le nekaj vrst je prisotnih v savani, kjer za počivališča uporabljajo grme in nizka drevesa. Vezani so predvsem na prisotnost hranilnih rastlin, so namreč skoraj izključno rastlinojedi, posamezne vrste pa so se specializirale na prehranjevanje s plodovi, nektarjem ali cvetovi. Le izjeme so tudi delno žužkojede.
Obiskujejo različne vrste rastlin in so sposobni letenja na daljše razdalje, zato imajo pomembno ekološko vlogo pri opraševanju in raznašanju semen. Ljudje jih lovijo za meso in odganjajo iz nasadov sadnih dreves, kjer lahko delajo škodo; lov in izguba habitata sta med najpomembnejšimi dejavniki ogroženosti. V naravi prežijo nanje večji sesalci, ptiči in plazilci.

## Taksonomija
Tradicionalna sistematika, ki temelji predvsem na anatomskih značilnostih, deli netopirje na velike oz. orjaške netopirje, kamor uvršča izključno leteče lisice, in male netopirje z vsemi ostalimi družinami. Vendar pa sodobne filogenetske raziskave, ki upoštevajo tudi molekularne znake, kažejo, da so nekatere družine malih netopirjev, kot so podkovnjaki, bolj sorodne letečim lisicam kot drugim malim netopirjem. Zato novejša sistematika predlaga delitev na jinopirje (Yinpterochiroptera, kamor bi spadale leteče lisice) in jangopirje (Yangochiroptera).
Glede na to, da so leteče lisice očitno bližnje sorodne podkovnjakom, ki imajo zelo zapleteno eholokacijo, domnevajo, da je pri njih skozi evolucijo sekundarno prišlo do izgube te sposobnosti, nato pa neodvisno znova do pridobitve pri rodu Rousettus, a z drugačnim mehanizmom (tleskanje z jezikom namesto uporabe glasilk). Druga možnost je, da so jinopirji razen letečih lisic in jangopirji razvili eholokacijo ločeno, vendar so tudi fosilni netopirji iz eocena imeli ustrezne strukture za eholokacijo, tako da sklepajo, da je bila razvita pri skupini enotno skozi vso njeno evolucijsko zgodovino.
V družino uvrščamo 186 danes živečih vrst, ki so združene v 42 rodov. Različni avtorji nadalje združujejo rodove v dve do pet poddružin, ki pa jih sodobni podatki (predvsem molekularni) ne podpirajo v zadostni meri, zato čakajo na revizijo.
Slovensko ime se, podobno kot imena v drugih jezikih, nanaša na obliko glave teh živali. Prvi ga je zanje uporabil že Fran Erjavec. Drugi avtorji so predlagali tudi ime »plodojedi prhutarji«, ki pa se ni uveljavilo.